# 卓茂
卓 茂（たく も、? - 28年）は、中国の前漢時代末期から後漢時代初期にかけての政治家。字は子康。荊州南陽郡宛県（河南省南陽市宛城区）の人。父祖は皆郡守であった。後、光武帝の功臣団「雲台二十八将」と並び洛陽南宮の雲台で顕彰されたため、「雲台三十二将」のひとりと称されることもある。

## 事跡
| 姓名           | 卓茂 |
| 時代           | 前漢時代 - 後漢時代 |
| 生没年         | 生年不詳 - 28年（建武4年）                                                                                                   |
| 字・別号       | 子康（字） |
| 本貫・出身地等 | 荊州南陽郡宛県 |
| 職官           | 丞相府吏〔前漢〕 →給事黄門侍郎〔前漢〕 →密県令〔前漢〕→京部丞〔前漢〕 →門下掾祭酒〔前漢→新?〕 →侍中祭酒〔更始〕→太傅〔後漢〕 |
| 爵位・号等     | - |
| 陣営・所属等   | 成帝→哀帝→平帝→孺子嬰 →更始帝→光武帝                                                                                         |
| 家族・一族     | 子：卓戎 卓崇 |

前漢の元帝の代に長安に遊学し、博士江生に師事して『詩』・『礼』・算法・暦象を学び、師の技術を極め、通儒と称された。人柄は、寛仁にして恭愛であり、郷里の旧友たちは皆卓茂を敬愛し、慕ったという。
最初は、丞相府の吏となり、孔光に仕えた。後に儒術を評価されて給事黄門侍郎となり、さらに密県県令に遷った。心を尽くして勤務に取り組み、人を見ること我が子のごとく、善行を取り上げて教化し、悪口を口にすることが無かったため、官民は卓茂を親愛し、これを欺くに忍びなかったという。平帝の代に、河南尹では蝗の害に遭ったが、卓茂が治める密県はそれを免れた。
前漢末期に王莽が大司農に六部丞を置き農業・養蚕業を振興させると、卓茂はこれに伴い京部丞に遷った。密の人民は、老人から子供まで、卓茂を泣いて見送ったという。居摂年間に、病により免ぜられて南陽郡に帰り、門下掾祭酒となったが、官吏の職務を行おうとはしなかった。
更始帝が即位すると、侍中祭酒として登用され、更始帝に従って長安入りしたが、老年により骸骨を乞うて帰郷した。
光武帝は、即位すると直ちに卓茂を訪問しようとしたため、卓茂も河陽県まで詣でてその謁見を賜った。卓茂は時に70余歳だったという。光武帝は卓茂を太傅に任じ、食邑2,000戸等を下賜した。卓茂の長男の卓戎は太中大夫となり、次男の卓崇は給事黄門中郎に任ぜられた。
建武4年（28年）、死去。次男の卓崇が継ぎ、後に大司農まで昇進した。

## 関連記事
- 新末後漢初